# Парламентские выборы в Сербии (1993)
Досрочные парламентские выборы в Сербии прошли 19 декабря 1993 года. Победу на них в третий раз подряд одержала правящая Социалистическая партия Сербии Слободана Милошевича.

## Результаты выборов
| Партия                                                                     | Оригинальное название                                                                                       | Голоса    | %     | Места | Изменения |
| -------------------------------------------------------------------------- | --- | --------- | ----- | ----- | --------- |
| Социалистическая партия Сербии                                             | серб. Социјалистичка партија Србије, СПС                                                                    | 1.576.287 | 36,65 | 123   | ▲22       |
| Демократическое движение Сербии                                            | серб. Демократски покрет Србије, ДЕПОС                                                                      | 715 564   | 16,64 | 45    | ▼5        |
| Сербская радикальная партия                                                | серб. Српска радикална странка, СРС                                                                         | 595 467   | 13,85 | 39    | ▼34       |
| Демократическая партия                                                     | серб. Демократска странка, ДС                                                                               | 497 582   | 11,57 | 29    | ▲23       |
| Демократическая партия Сербии                                              | серб. Демократска странка Србије, ДСС                                                                       | 218 056   | 5,07  | 7     | новый     |
| Демократическое сообщество воеводинских венгров                            | серб. Демократска заједница војвођанских Мађара, ДЗВМ венг. Vajdasági Magyarok Demokratikus Közössége, VMDK | 112 342   | 2,61  | 5     | ▼4        |
| Коалиция Партии демократических действий и Демократической партии албанцев | серб. Партија за демократско деловање серб. Демократска партија Албанаца                                    | 29 342    | 0,68  | 2     | новый     |
| Недействительные голоса                                                    | | 555 800   | -     | -     |           |
| Всего                                                                      | | 4.300.440 | 100   | 250   |           |
| Зарегистрировано избирателей/Явка                                          | | 7.010.385 | 61,34 |       |           |

1. ↑  Коалиция Сербского движения обновления, партии «Новая демократия» и Гражданского альянса Сербии

## Распределение мест в Скупщине
Социалистическая партия Сербии  (123)
 Демократическое движение Сербии  (45)
- Сербское движение обновления (37)
- «Новая демократия» (6)
- Гражданский альянс Сербии (2)

 Сербская радикальная партия  (39)
 Демократическая партия  (29)
 Демократическая партия Сербии  (7)
 Демократическое сообщество воеводинских венгров  (5)
 Коалиция Партии демократических действий и Демократической партии албанцев  (2)

## Итоги выборов
Победу на выборах в третий раз подряд одержала правящая Социалистическая партия Сербии Слободана Милошевича. В отличие от предыдущих выборов социалистам удалось увеличить своё представительство в Скупщине. Впрочем, чтобы получить абсолютное большинство мест в парламенте Соцпартии вновь пришлось формировать коалиционное правительство, на этот раз вместе с партией «Новая демократия», которая ради этого покинула коалицию Демократическое движение Сербии, в составе которой участвовала в выборах.